# Fates Warning

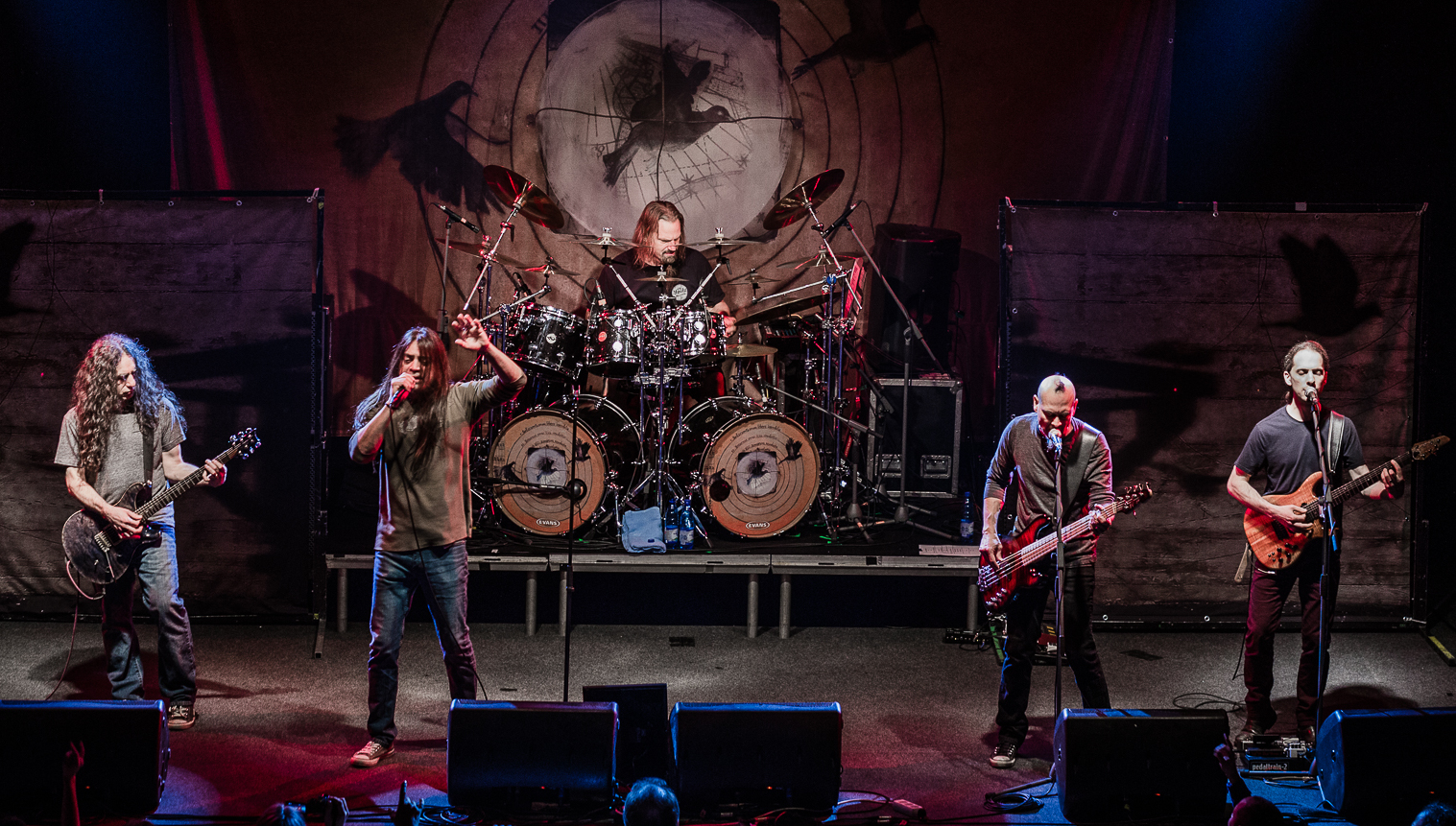
Fates Warning (Bratislava, Slovakia, 2017)

Fates Warning is een progressieve metalband, opgericht in 1983 door John Arch, Jim Matheos, Victor Arduini, Joe DiBiase, en Steve Zimmerman in Connecticut, Verenigde Staten.
De band heeft een directe bijdrage geleverd aan het ontstaan en de ontwikkeling van het progressieve metal genre. Dit genre is een onderdeel van de progressieve rock. Andere bekende vertegenwoordigers van de progmetal zijn Queensrÿche en Dream Theater.
Het vroegere werk van de band is volgens velen zeer belangrijk voor het genre progressieve metal geweest, terwijl in de periode erna de band met name groeide in songwriting en vakmanschap. Het werk vanaf 1997 heeft een meer ontwikkelde stijl: heavy-progressief.

## Geschiedenis
Het eerste album, "Night on Bröcken", is uitgebracht in 1984, bij Metal Blade Records en heeft een sterke gelijkenis met Iron Maiden.
Het album "The Spectre Within" dat uitkwam in 1985, had een meer progressief geluid.
In 1986 verliet de originele gitarist Victor Arduini de band en werd opgevolgd door Frank Aresti.
Het derde album "Awaken The Guardian" kwam uit in 1986 en bewoog zich meer naar een mythische sfeer.
In 1987, werd de originele zanger John Arch gevraagd de band te verlaten. Hij werd vervangen door Chris Cronk, die de band vrij snel weer verliet. Ray Alder (geboren als Ray Balderrama) kwam als zanger in 1988 bij de band. In datzelfde jaar kwam het eerste album met Alder, "No Exit" uit.
In 1988, verliet de originele drummer Steve Zimmerman de band. Mark Zonder volgde hem op in 1989.
"Perfect Symmetry" kwam uit in hetzelfde jaar. Kevin Moore (ex-Dream Theater) speelde als gastmuzikant keyboards in "At Fate's Hands".
In 1991 werd "Parallels" uitgebracht, wat door sommigen als een commerciële release werd gezien. James LaBrie van Dream Theater deed mee als gastzanger op "Life In Still Water". Het volgende album, "Inside Out", uit 1994 ging door op dezelfde weg als het vorige album, waarbij de nadruk meer lag op het melodieuze van de songs.
Het compilatiealbum, "Chasing Time" kwam uit in 1995, inclusief twee niet eerder uitgebrachte songs.
In 1996 verlieten zowel Joe DiBiase als Frank Aresti de band Fates Warning.
"A Pleasant Shade Of Gray" kwam uit in 1997, met de 3 overgebleven bandleden, Alder, Matheos en Zonder. Verder waren er twee gastmuzikanten: Joey Vera op de bas en Kevin Moore opnieuw als gast op piano en keyboards.
Het album had een diepere en donkerder stemming van Fates Warning, compleet anders dan hun eerdere werk. Het is een conceptalbum, oorspronkelijk bestaand uit een 50 minuten durend lang nummer, verdeeld in 12 tracks.
Een dubbel-live-cd kwam uit in 1998 "Still Life". Op de eerste cd stond de liveversie van "A Pleasant Shade Of Gray" in zijn geheel. Bernie Versailles (gitaar), en Jason Keaser (keyboards) ondersteunden de band bij dit album. Joey Vera speelde hier nog steeds op de bas. Op de Japanse versie staat een cover van  Scorpions: "In Trance".
In 2000 komen Moore en Vera terug om het volgende album te maken, "Disconnected", dit keer een album met techno invloeden.
Jim Matheos werd in 2001 benaderd door Mike Portnoy en Neal Morse voor het project TransAtlantic, maar hij wees dit af, vanwege andere bezigheden. In 2003 zien we tijdens de tour met Dream Theater en Queensrÿche voor het eerst Nick D'Virgilio als drummer van Fates Warning.
Het tiende (X) album "FWX" wordt uitgebracht in 2004. Mark Zonder speelt nog wel op FWX, maar als gevolg van zijn afkeer van toeren verlaat hij na het verschijnen van dat album de band. Ter promotie van FWX speelt Nick D'Virgilio opnieuw een klein aantal optredens; een en ander is terug te zien op de 2006 dvd-release Live in Athens. In 2007 wordt de kruk van de drummer definitief ingenomen door Bobby Jarzombek (Halford, Sebastian Bach, Riot).
Jim Matheos blijft samenwerken met John Arch, de eerste zanger van de band. Als vrucht van deze samenwerking verschijnt in 2011 onder de naam Arch/Matheos het album Sympathetic Resonance. Naast Arch en Matheos spelen op dit album Frank Aresti, Joey Vera en Bobby Jarzombek. Omdat alle betrokken muzikanten in het verleden of heden deel uitmaken van Fates Warning, had Sympathetic Resonance volgens sommigen net zo goed als het elfde album van Fates Warning uitgebracht kunnen worden.
Begin augustus 2013 kondigt de band de komst van het echte nieuwe Fates Warning-album aan: Darkness in a Different Light. Het album verschijnt op 30 september 2013 in Europa en op 1 oktober 2013 in Noord-Amerika via InsideOut Music. De bezetting is als bij Sympathetic Resonance, maar dan met Alder in plaats van Arch op zang. Getoerd wordt er met gitarist Michael Abdow.
In december 2015 keert Fates Warning terug naar de studio voor het opnemen van het twaalfde studioalbum Theories of Flight, een album dat uiteindelijk op 1 juli 2016 wordt uitgebracht. Er komt een standaardeditie, maar ook een 2CD mediabook edition met zes akoestische uitvoeringen: één nummer van Theories of Flight, twee oudere nummers van de band en bijzondere covers van de artiesten Toad The Wet Sprocket en Uriah Heep en van de klassieke componist Joaquín Rodrigo.

## Long Day, Good Night
Belangrijkste wapenfeit van de tijd na Theories of Flight is de terugkeer van de band naar platenlabel Metal Blade. Dit is ook het label dat in 2020 opvolger Long Day, Good Night uitbrengt. De band flirt hier met haar eigen einde door het album af te sluiten met het nummer 'The last song' ('het laatste liedje'). Andere opvallende nummers zijn 'When Snow Falls' met Gavin Harrison op drums en 'Under the Sun' met Mika Posen op viool en Raphael Weinroth-Browne op cello. Volgens Andy Read zijn op het album vele invloeden te horen, zoals die van het te verwachten Rush, maar ook van minder voor de hand liggende bands als Dokken, Europe en zelfs Simon & Garfunkel.
De band weet de internationale aandacht vast te houden, zie bijvoorbeeld de notering van het album in de Belgische Ultratop in november 2020.

## Fates Warning als coverband
Op internet is te horen hoe de band reeds in haar begindagen bedreven was in het spelen van covers. De band doet dit nog steeds graag en maakt op deze wijze duidelijk welke nummers ze waarderen en aan welke bands ze schatplichtig zijn, bijvoorbeeld:
- "Closer To The Heart" van Rush als onderdeel van het "Working Man" Rush-tributealbum.
- "Saints In Hell" van Judas Priest als een bijdrage aan het "Legends Of Heavy Metal" Judas Priest-tributealbum.
- "Sign Of The Southern Cross" van Black Sabbath als een bijdrage aan het "Holy Dio" Ronnie James Dio-tributealbum.
- "In Trance" van Scorpions te vinden op de Expanded Edition van "A Pleasant Shade of Gray" door Fates Warning.
- “Flight of Icarus” van Iron Maiden op het album “Night on Brocken”.

## Gastoptredens bij Fates Warning
- Gitarist Bernie Versailles, bekend van Agent Steel, heeft een rol op het "Still Life" livealbum.
- Ed Roth speelt keyboards bij enkele optredens in 1997.
- Drummer Mike Portnoy speelt eenmalig met Fates Warning mee op het Headway Festival in p60 te Amstelveen.
- De originele zanger John Arch doet een eenmalig speciaal liveoptreden met de band in 1995.

## Galerij

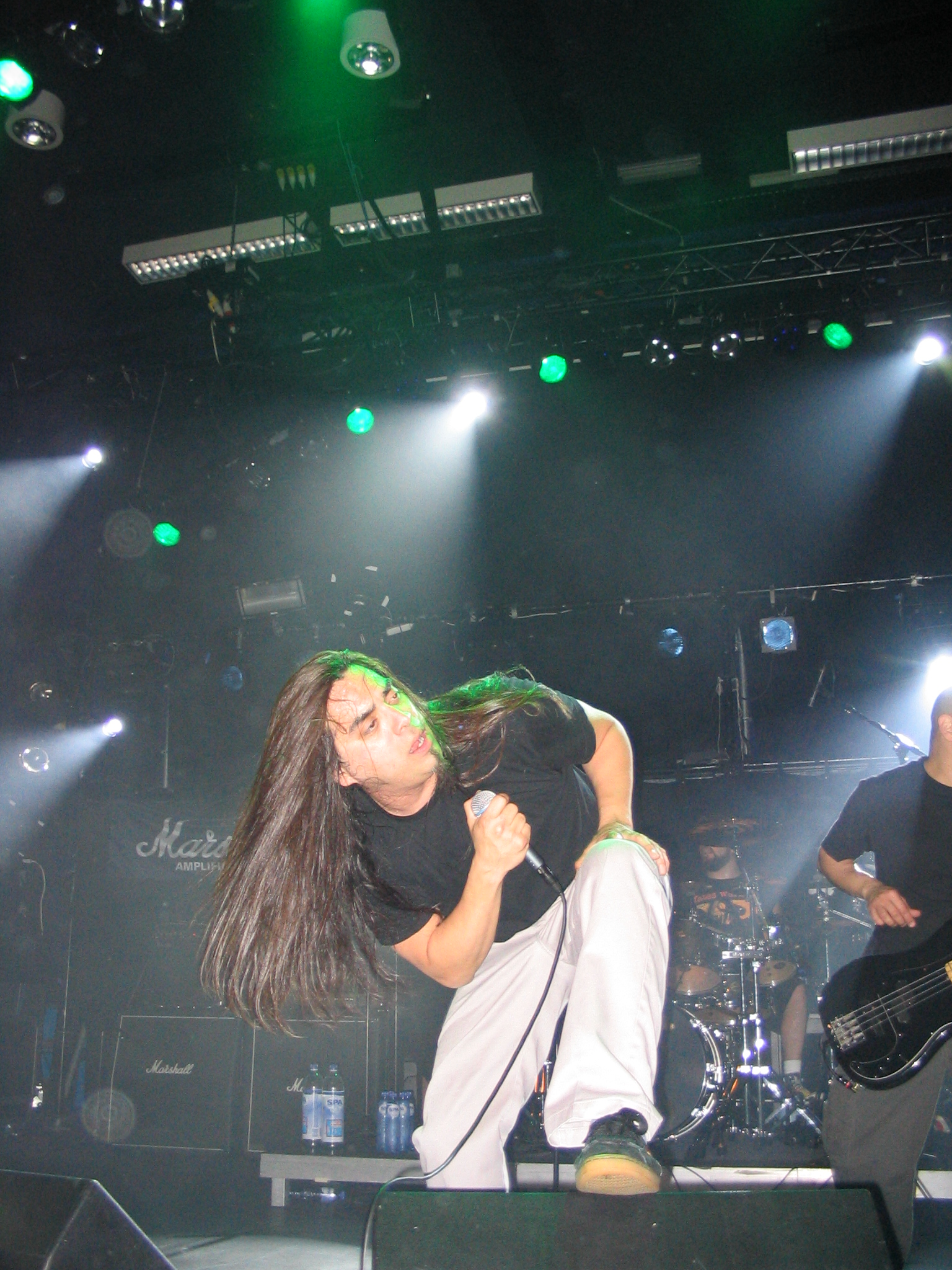
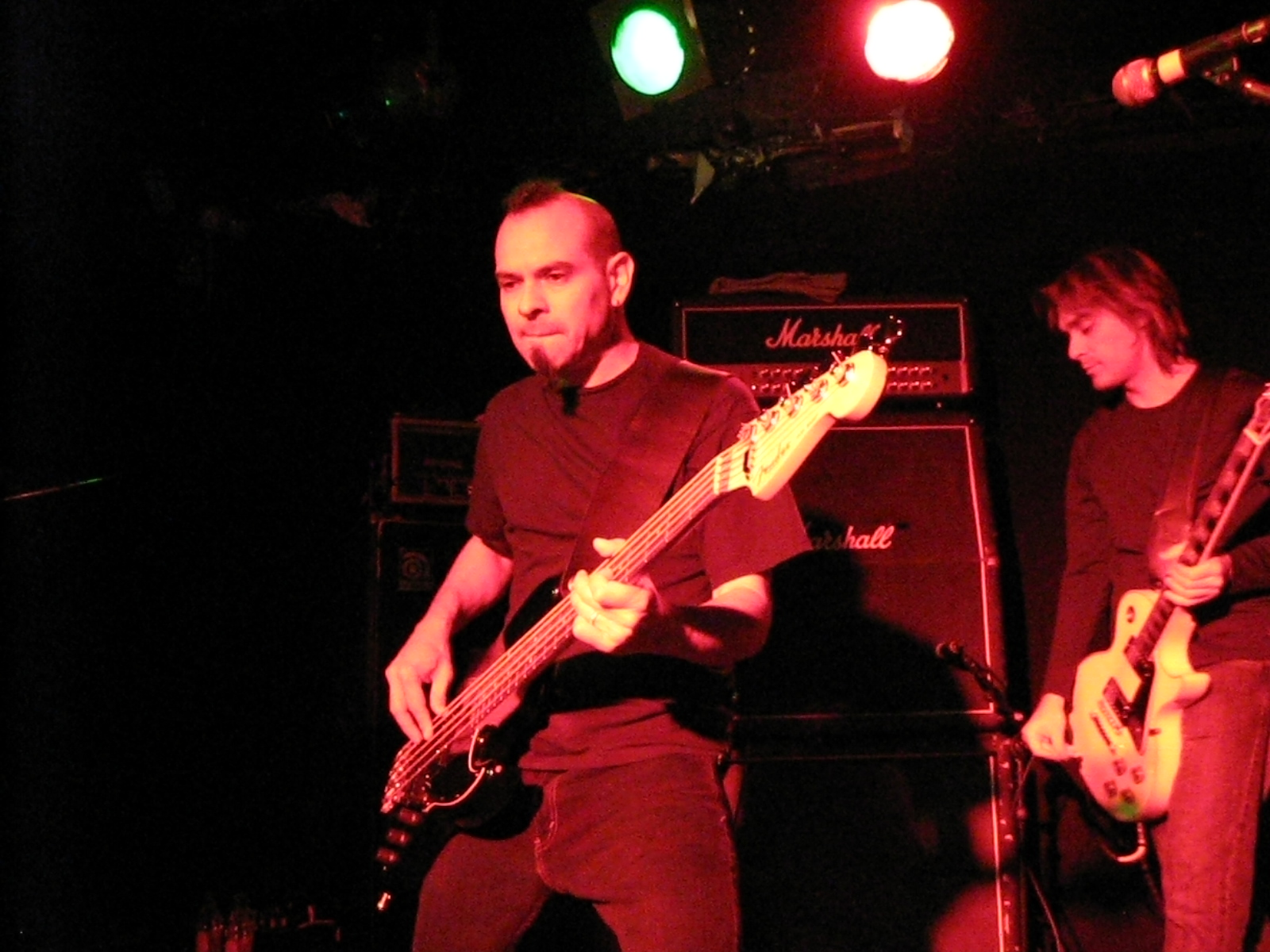
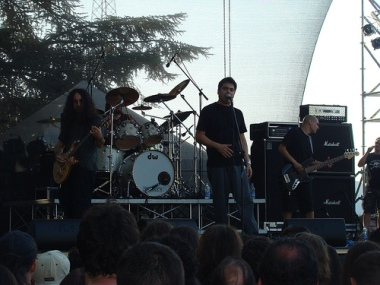
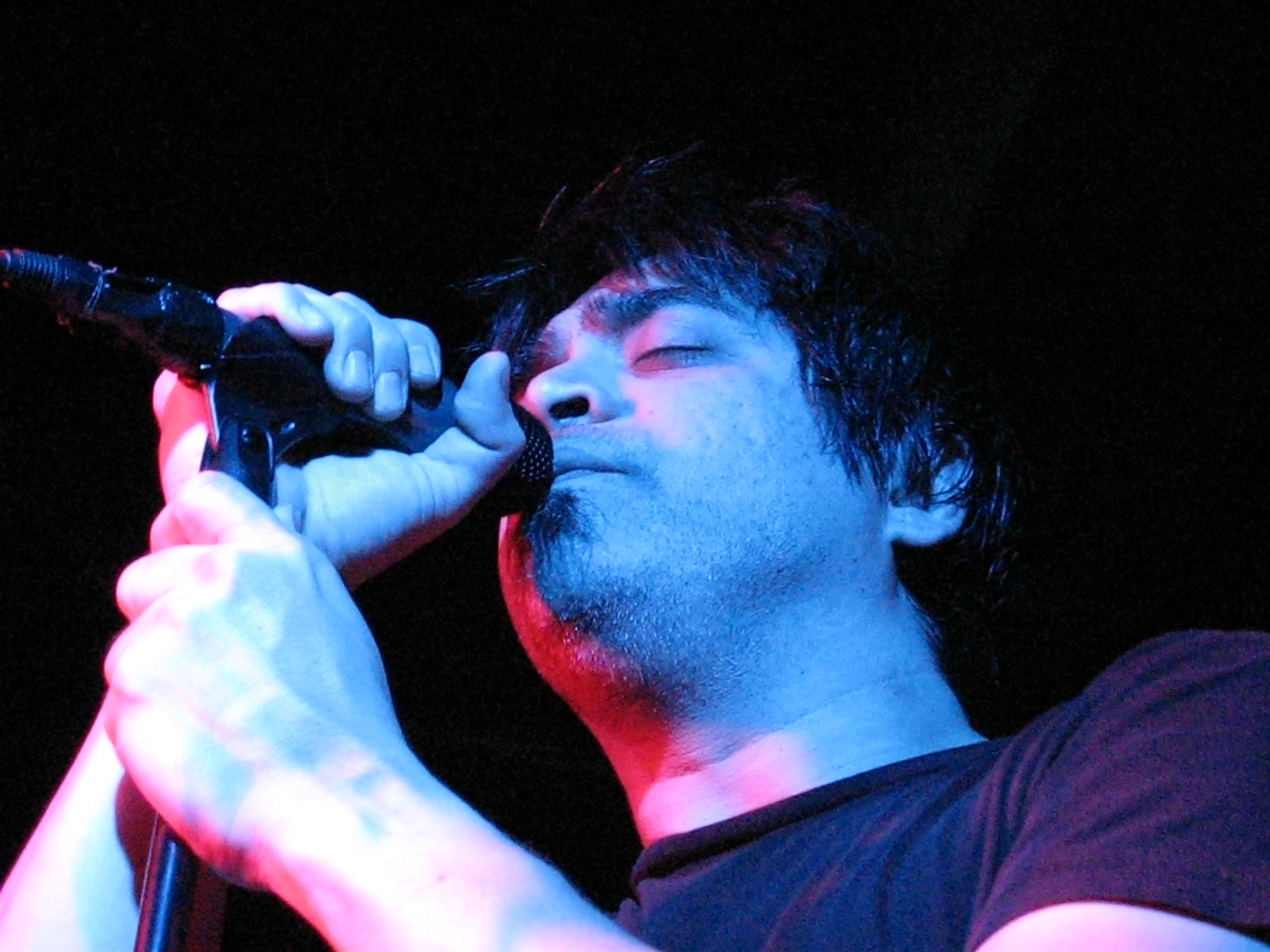
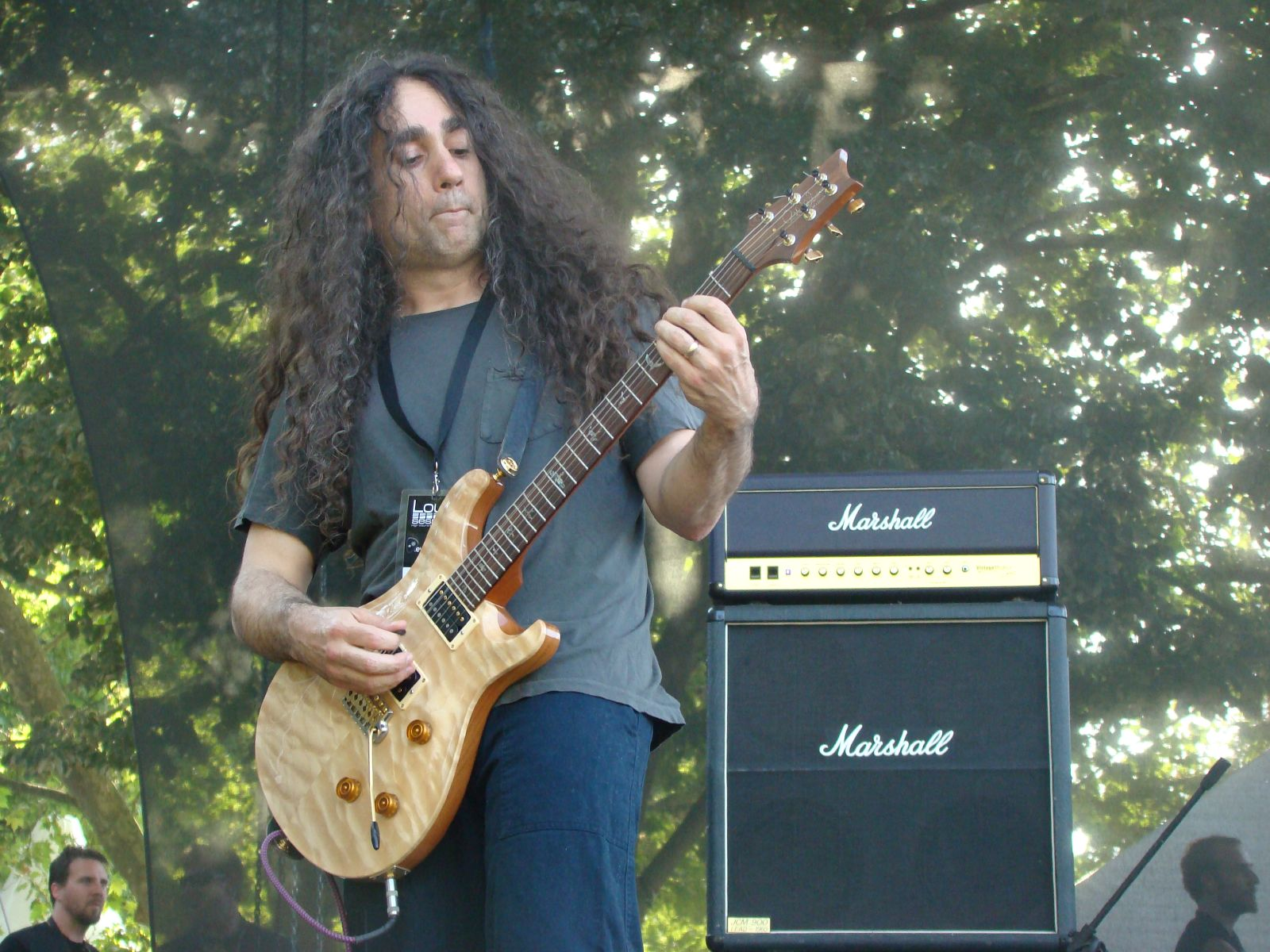
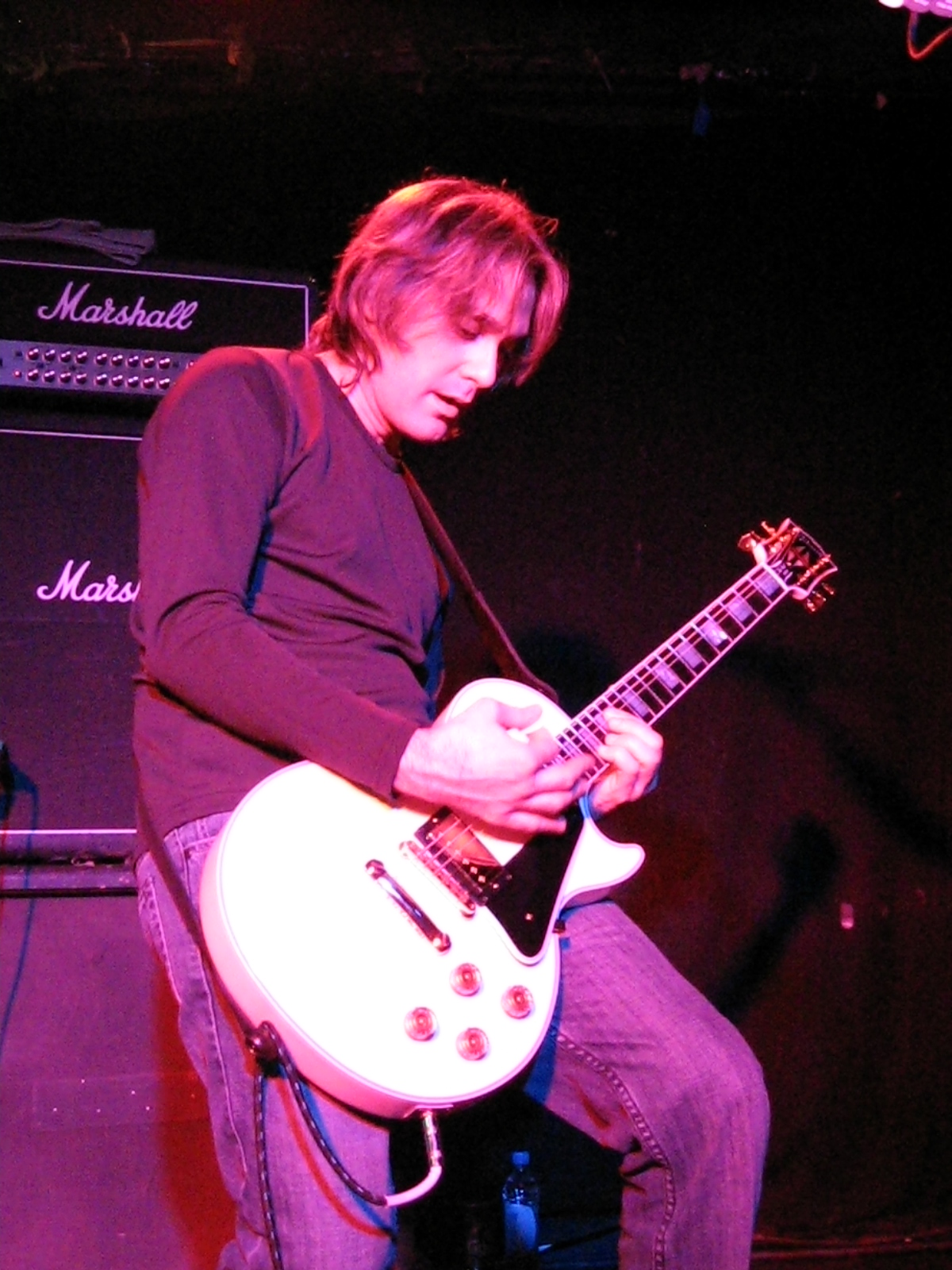
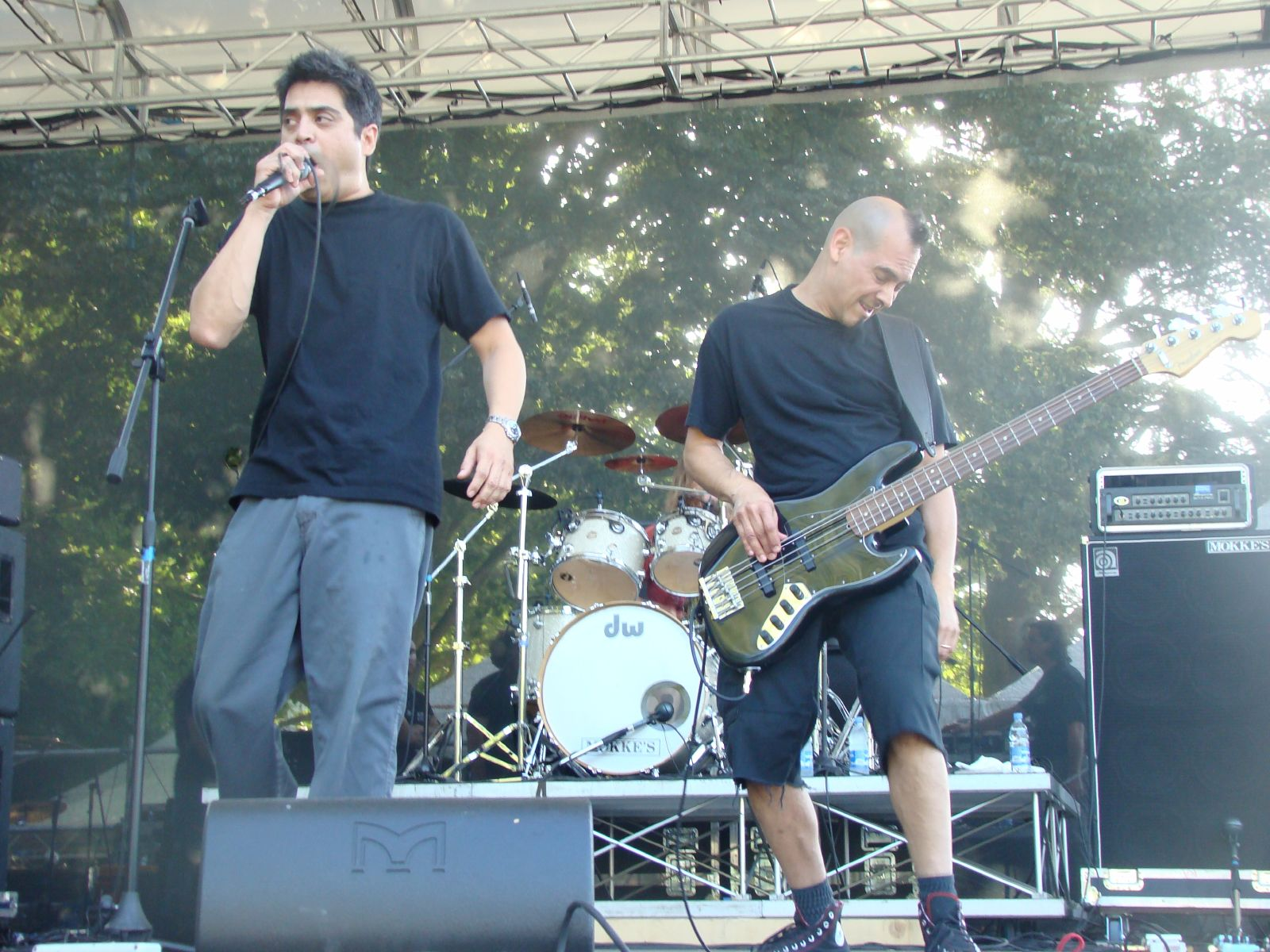
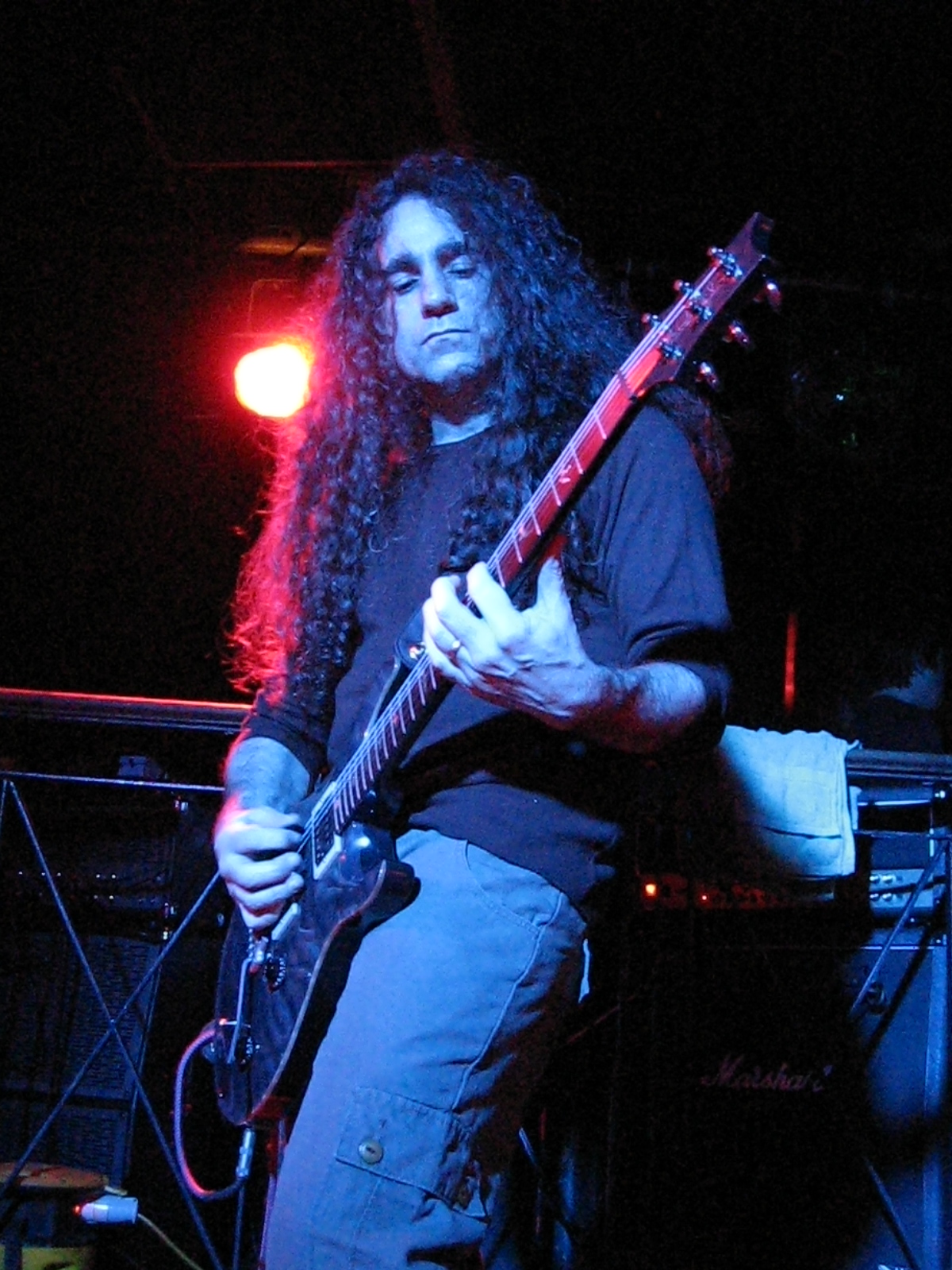
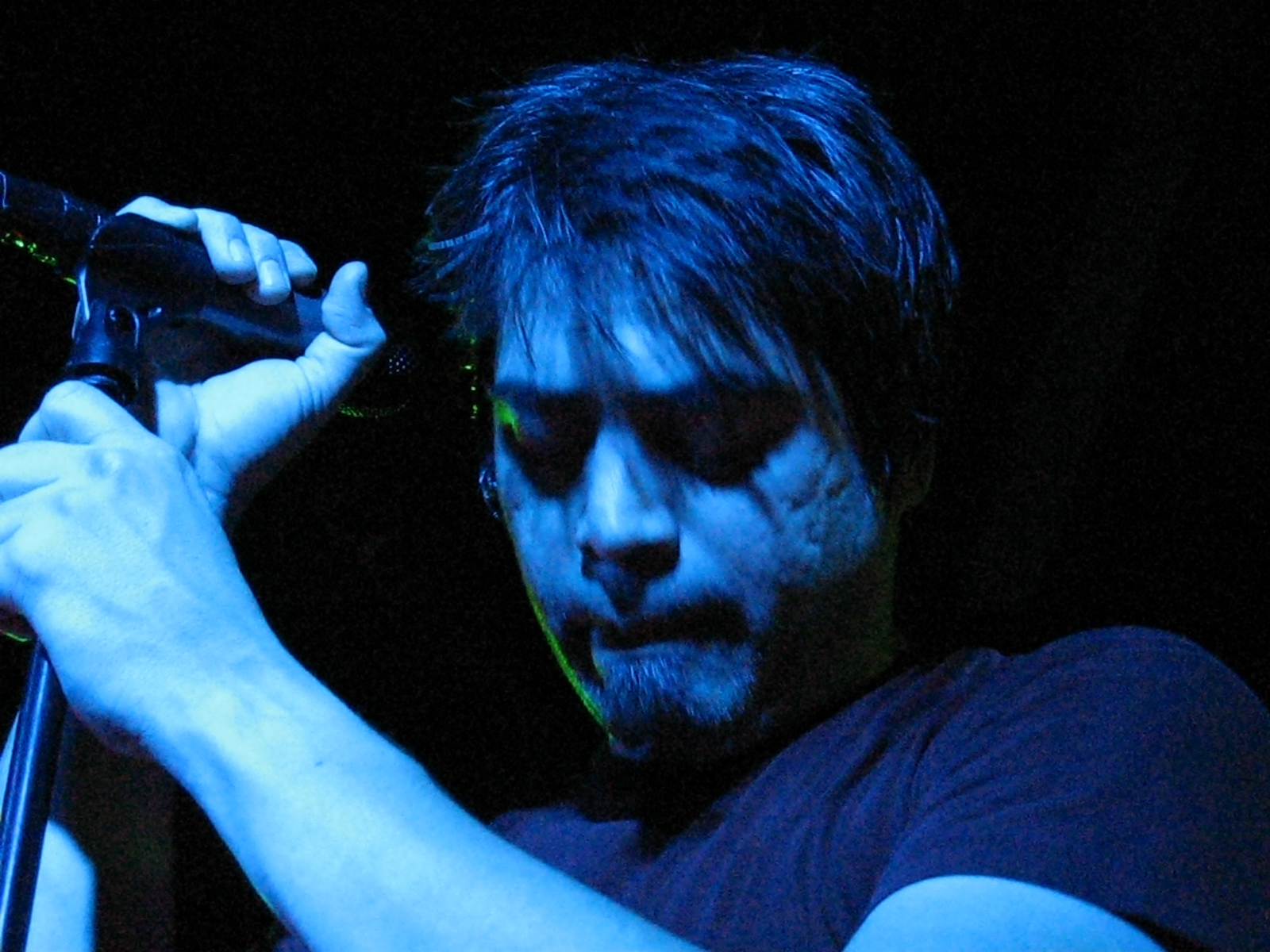
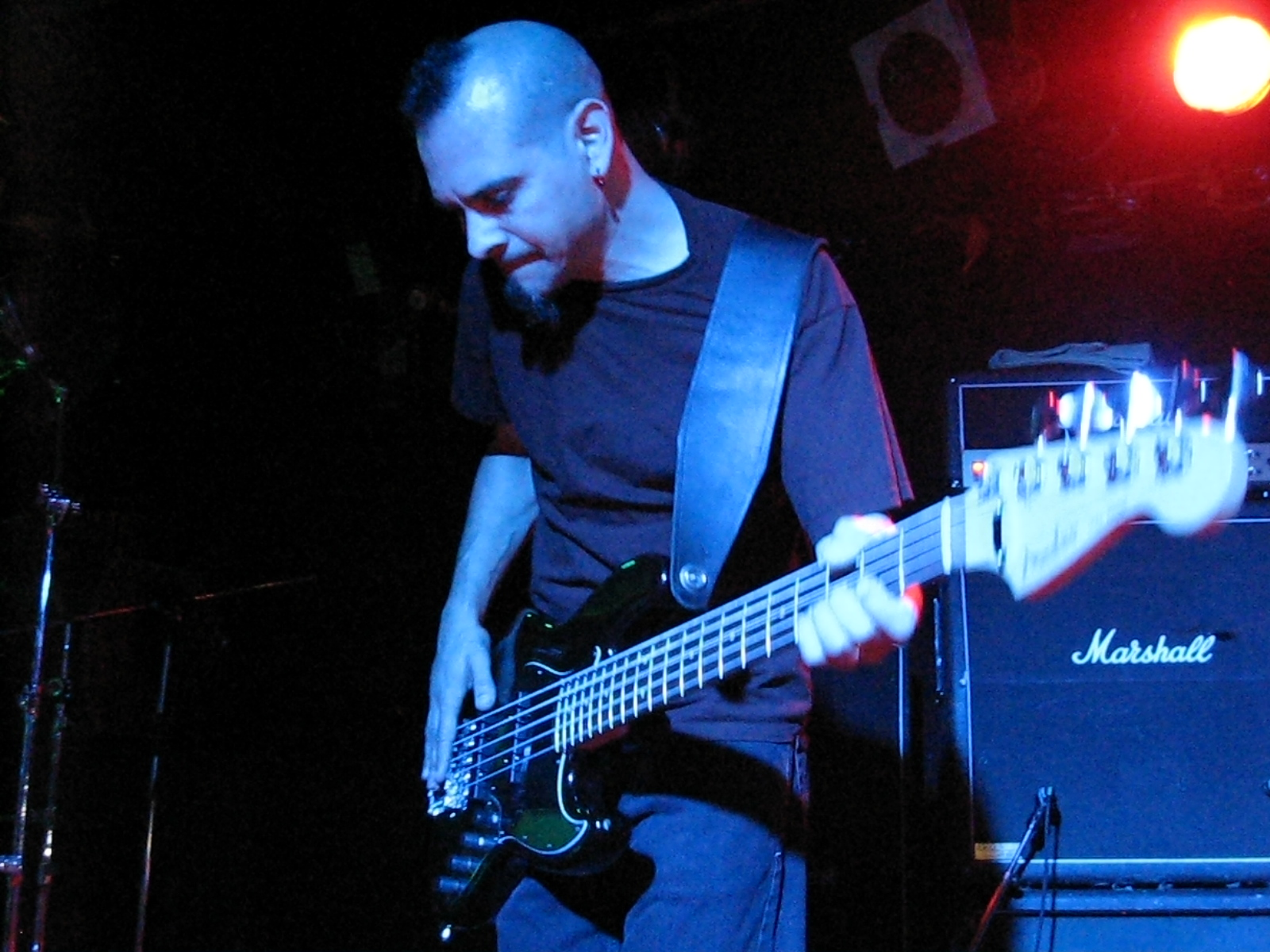

## Discografie
- Night on Bröcken (1984)
- The Spectre Within (1985)
- Awaken the Guardian (1986)
- No Exit (1988)
- Perfect Symmetry (1989)
- Parallels (1991)
- Inside Out (1994)
- Chasing Time (compilation) (1995)
- A Pleasant Shade of Gray (1997)
- Still Life (live) (1998)
- Disconnected 2000)
- FWX (2004)
- Live In Athens (2005)
- Darkness in a Different Light (2013)
- Theories of Flight (2016)
- Long Day Good Night (2020)

## Videoreleases
- Kyrie Eleison (muziekvideo) (1986)
- Anarchy Divine (muziekvideo) (1988)
- Silent Cries (muziekvideo) (1988)
- Through Different Eyes (muziekvideo) (1989)
- Point Of View (muziekvideo) (1991)
- Eye To Eye (muziekvideo) (1992)
- Monument (muziekvideo) (1994)
- A Pleasant Shade Of Gray VHS (1998)
- Live At The Dynamo dvd (2000)
- The View From Here dvd (2003)
- Live In Athens dvd (2005)

## Andere Releases
- Demo 1983 (1983)
- Misfit Demo (1983)
- Demo 1994 (1984)
- Dickie Demo (1985)
- Pale Fire (single, 1994)
- A Pleasant Shade Of Gray: Part II (single, 1997)
- Awaken The Guardian Re-Release (boxset, 2005)
  - cd1: Awaken The Guardian Remaster CD
  - cd2: Demos & Live CD
  - cd3: DVD: 12/28/1986 in Sundance, Long Island, NY

## Groepsleden
- Ray Alder -zang (1987 - heden)
- Jim Matheos - gitaar (1982 - heden)
- Joey Vera - bas (1996 - heden)
- Bobby Jarzombek - drums (2007 - heden)

### Ex-bandleden
- John Arch - zang (1982-1987)
- Chris Cronk - zang (1987)
- Victor Arduini - gitaar (1982-1986)
- Joe DiBiase - bas (1982-1996)
- Steve Zimmermann - drums (1982-1988)
- Mark Zonder - drums (1988-2005)
- Frank Aresti - gitaar (1986 - 1996, 2005 - 2013, speelt op twee nummers van het in 2016 uitgebrachte Theories of Flight)

## Festivals
1993 en 1999 Wacken Open Air